# Heinkel He 162

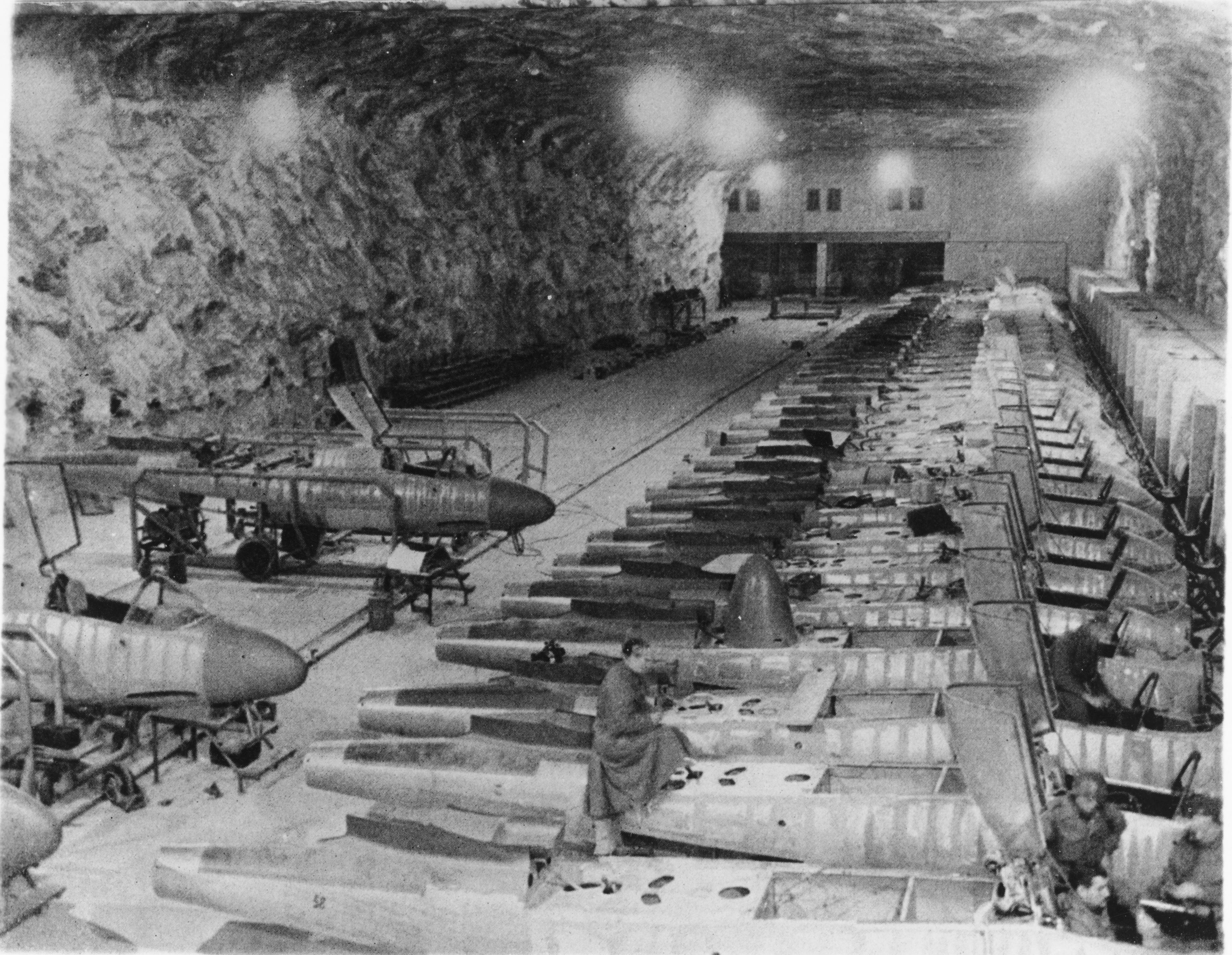
Una catena di montaggio sotterranea degli He 162, gennaio 1945.

L'Heinkel He 162 "Salamander", chiamato anche Volksjäger (tradotto dal tedesco Caccia del popolo) dopo la creazione del Volkssturm, era un caccia monomotore a getto prodotto dall'azienda tedesca Heinkel Flugzeugwerke AG ed impiegato dalla Luftwaffe durante le ultime fasi della seconda guerra mondiale.
Introdotto oramai quando le risorse tecnologiche tedesche erano compromesse dal risultato della controffensiva alleata, l'He 162, pur risultando (in teoria) tecnologicamente avanzato e dotato di prestazioni superiori ai pari ruolo dell'epoca non risultò determinante nel sovvertire gli esiti del conflitto.
Benché realizzato con materiali non strategici fu tuttavia il più veloce fra i caccia a getto di prima generazione sia dell'Asse che degli alleati. Volksjäger era il nome ufficiale dell'He 162 assegnato dall'RLM. Altri nomi con cui è noto sono Salamander, che era il nome in codice del suo programma di costruzione, e Spatz ("passero"), che era il nome dato dall'azienda costruttrice. Va aggiunto che, come in pochi altri casi, la differenza tra la teoria e la pratica era evidente: quando l'Armée del Air francese utilizzò 5 aerei nel dopoguerra (fu il primo aereo a getto dell'aeronautica francese) riscontrarono poche sorprese nel comportamento in volo, ma anche prestazioni apparentemente molto inferiori rispetto a quelle teoricamente valutate dai Tedeschi: 550-610 kmh appena, con salita a 4.000 m in sette minuti, mentre infine l'autonomia era di circa 38 minuti. Era un velivolo relativamente facile da pilotare ma con scarsa stabilità, e con distanze di decollo di 1.200 e persino di 2.000 m. Il motore tendeva a spegnersi con manovre brusche e picchiate. I test si svolsero fino al gennaio 1949. Il caccia Heinkel fu valutato come una macchina di scarso valore bellico (oltre tutto molto fragile se colpito dalla contraerea o da caccia nemici per la struttura in parte lignea), ma fu prezioso come esperienza sui jet che i Francesi poterono svolgere nell'immediato dopoguerra, contribuendo a riempire il deficit accumulato in tale settore avanzato.

## Storia del progetto
Questo piccolo caccia a reazione fu battezzato originariamente con il nome di Heinkel He 500.
Si trattava di un caccia puro, dotato di uno dei primi reattori disponibili, caratteristica che lo rendeva molto più rapido dei suoi contemporanei, al costo di una minore maneggevolezza. Il suo armamento, al pari di altri caccia dell'epoca, si componeva di due cannoni da 20 mm.
Derivava come struttura dall'Heinkel He 178 e ne manteneva la fusoliera metallica e l'ala lignea, ma il motore era posto in posizione alta, sopra la fusoliera: questo determinava l'impossibilità di avere un unico impennaggio verticale centrale. La soluzione fu dotarlo di due impennaggi laterali, che risultassero sufficientemente lontani dal flusso del getto del motore stesso. Le tozze ali del Salamander terminavano in due superfici rivolte verso il basso per compensare l'effetto diedro che parve essere eccessivo nei primi voli di prova.
A differenza del Messerschmitt Me 262, il Salamander utilizzava un motore a getto BMW 003 ed aveva tra le particolarità l'utilizzo del legno per realizzare il muso e la coda, in modo da limitare il consumo di materiali strategici, come l'alluminio, diventati rari nell'ultima parte della seconda guerra mondiale in Germania.
Pare che nessuno dei 162 esemplari costruiti abbia fatto in tempo a partecipare a combattimenti, ma un pilota della RAF catturato nell'aprile 1945 asserì di esser stato abbattuto da un jet la cui descrizione è molto simile a quella del Salamander. Vi sono anche delle rivendicazioni, non confermate, per abbattimenti di He 162 da parte di piloti alleati nella zona di Vienna (aprile/maggio 1945), sia da parte di un pilota francese, sia da parte di un asso sovietico.
Effettivamente il I./JG 1, l'unico reparto che portò in combattimento il He 162 (come unità di conversione, però nel nord della Germania), ebbe 13 perdite (con 10 piloti) tra la metà di aprile 1945 e i primi di maggio. Ben 10 velivoli furono persi per vari problemi: al motore, in atterraggio o per cedimenti strutturali mentre molti esemplari mostrarono un eccessivo consumo di carburante. Almeno 2 furono abbattuti da caccia nemici, uno dei quali rivendicato da un Tempest dalla RAF.
Furono consegnati ai reparti forse 120 apparecchi, ma le cifre variano molto da fonte a fonte, come spesso accade per le vicende degli ultimi caotici mesi di guerra.

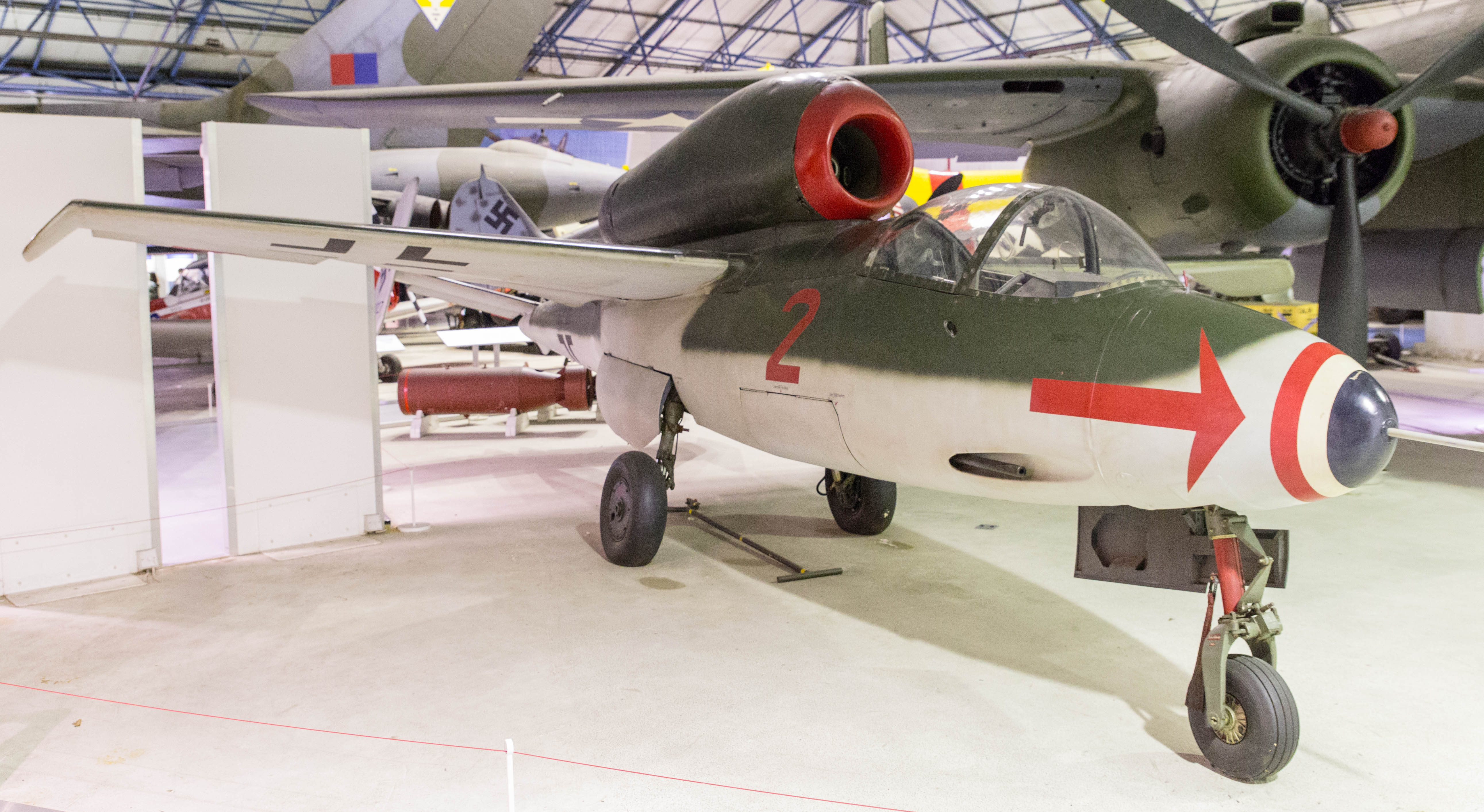
He 162 al Royal Air Force Museum

In ogni caso, il suo impiego operativo sarebbe stato velleitario, dato che di lì a poco la guerra sarebbe terminata e la Germania nazista sconfitta. Inoltre, la scarsità di piloti esperti necessari per la guida dell'aereo, di carburante (di cui era "assetato") e di materiali da costruzione avrebbero in ogni caso fortemente limitato la capacità di disporre di un mezzo simile.
Questi problemi erano oltretutto un po' paradossali dato che nelle intenzioni del regime questo aereo era destinato a giovani volontari della gioventù hitleriana proprio per rimediare alla scarsità di piloti esperti e che il velivolo era stato pensato proprio per utilizzare meno materiali strategici di altri progetti.
Secondo l'asso tedesco Galland, che lo considerò uno spreco di ottimi motori a reazione per gli Me 262, si trattava di uno dei peggiori aerei a reazione della prima generazione, pensato per essere una sorta di "usa e getta" e armato in maniera leggera (la maggior parte degli esemplari prodotti aveva solo i due cannoni da 20 mm).
Malgrado la notevole velocità, era poco amato dai piloti anche perché difficile da abbandonare avendo il motore posto dietro la cabina.
La colla che legava le parti in legno si dimostrò poco affidabile e causa di cedimenti catastrofici soprattutto nelle manovre ad alta velocità.
Alcuni piloti alleati che lo provarono dopo la guerra lo trovarono però eccellente, in particolar modo Eric Brown, il più decorato pilota della Fleet Air Arm.

### La versione da addestramento He 162S
Nel programma di costruzione dell'He 162 Volksjäger doveva svolgere un ruolo importante l'NSFK (Nationalsozialistiches Fliegerkorps), un'istituzione con indirizzo aeronautico per la preparazione pre-militare dei giovani. Il 21 ottobre 1944 venne stabilito che i piloti assegnati ai reparti dotati degli He 162 avrebbero dovuto addestrarsi su una apposita versione aliante del velivolo, costruita a cura della NSFK, e da questa transitare direttamente sugli He 162 operativi, senza una fase intermedia su aerei a pistoni.
La versione aliante venne designata He 162S (S per Segeflug, volo a vela), costruita interamente in legno, dotata di due posti in tandem e carrello triciclo anteriore fisso. Le lavorazioni per i velivoli di tale versione furono avviate negli stabilimenti della Sassonia. Il primo prototipo andò in volò per la prima volta il 28 marzo 1945, nelle mani del direttore dell'Entwickslung und Erprobungs-Stelle di Trebbin, E.G. Hasse. L'8 aprile 1945 l'esemplare V 16 venne provato dalla aviatrice Hanna Reitsch, che volle sperimentare il comportamento in volo a rimorchio dell'aereo.

## HE 162 dopo la sconfitta di Hitler

### Francia
Alla fine della guerra l'Armée de l'Air ricevette in consegna cinque caccia Heinkel He.162, due nella versione A-1(Werk-Nr 310005, 310003) e tre nella versione A-2 (Werk-Nr 120015, 120093, 120223). A causa di problemi ferroviari solo il 21 marzo 1946 i caccia furono smontati e trasportati in Francia, via treno, presso l'Etablissement Central du Matériel Aéronautique di Nanterre. L'incarico di studiare i caccia a reazione fu affidato alla Société Nationale de Costruction Aéronautique du Centre (SNCAC), che occupava la fabbrica che era stata della Farman di Boulogne-Billancourt. Fu deciso di revisionare le tre cellule di He 162A-2 (che differivano per avere i cannoni da 30 mm invece che da 20 mm) in modo da poterli valutare in volo, mentre i due He 162A-1 sarebbero stati lasciati nelle condizioni in cui si trovavano e smontati per motivi di studio. I collaudi in volo iniziarono presso l'aeroporto di Orléans-Bricy a partire dal mese di aprile del 1947. Inizialmente volarono solo due aerei, nelle mani dei collaudatori della SNCAC, Abel Nicolle e Louis Betrand. I tre aeroplani vennero designati N.01, N.02 ed N.03. I collaudatori dovettero crearsi da sé la documentazione di volo che mancava, ma sostanzialmente gli aerei in volo si rivelarono ottimi, senza mostrare sgradite sorprese. Dopo più di 50 voli, svolti principalmente dall'esemplare No.2, nel gennaio 1949 gli He.162 furono definitivamente messi a terra.

### Giappone
I progetti del caccia a reazione Heinkel He.162 furono consegnati alle autorità giapponesi che cercarono di utilizzarli per sviluppare il caccia Tachikawa Ki 162, una versione costruita su licenza dotata, però, di una differente unità motrice (mai sperimentata).

### Regno Unito
Alla fine della guerra la Royal Air Force ricevette tre caccia He 162A-2 (Werk-Nr 120072, 120097, 120489). Gli aerei furono trasferiti a Farnborough e brevemente usati per un ciclo di valutazione.

### Stati Uniti d'America
Nell'aprile-maggio 1945 circa 31 esemplari di He.162A-2 Salamander (su cinquanta presenti complessivamente) erano operativi sull'aeroporto di Lenck, in carico a due sole Staffeln (1. e 2.) dell'Eisatzgruppe I/JG-1. Alla fine della guerra degli aerei presenti a Leck, dieci furono demoliti, quattro andarono negli USA e cinque in Francia. Nel 1946 l'US Air Force ricevette in consegna i quattro caccia He 162A-2 (Werk-Nr 120222, 120230) che furono trasportati a Freeman Field, negli USA. Gli aerei furono brevemente usati per un ciclo di valutazione.

### Unione Sovietica
La Voenno-Vozdusc'nije Sili recuperò su diverse fabbriche ed aeroporti almeno 8 caccia Heinkel He 162, alcuni dei quali allo stato di relitto. Tre aerei furono assegnati all'istituto di ricerca sulla propulsione a reazione (NII-1), uno fu consegnato al Mikoyan-Gurevic OKB e quattro al centro sperimentale della V-VS (NII-VVS) di C'kalovskaya. In seguito a Rostock furono completati due He.162A-2 che furono subito trasferiti in URSS, presso lo LII di Ramenskoe. Uno di questi aerei venne provato in volo l'8 maggio 1946 dal collaudatore Georgiy M. Scivanov. Lo Heinkel He.162A-2 fu giudicato troppo poco stabile, venendogli attribuita anche una eccessiva corsa di decollo. Per questi, ed altri motivi, dopo cinque voli di prova l'aereo venne accantonato. Il secondo esemplare fu esibito in volo alle autorità sovietiche l'11 luglio 1946, unitamente ai caccia Yakovlev Yak-15 e MiG-9.